# 風のジェラシー
「風のジェラシー」（かぜのジェラシー）は、杏里5枚目のシングル。1980年4月5日発売。発売元はフォーライフ・レコード。

## 解説
「風のジェラシー」は、サントリー「POP」のCMソングとして起用された。B面の『My Special Love Scene』と共にオリジナル・アルバムには収録されておらず、長年CD化されなかったが、2011年にリマスターされ再リリースされた、2ndアルバム『Feelin'』にボーナス・トラックとして初めて収録された。

## 収録曲
作詞：岡田冨美子 作曲・編曲：瀬尾一三
1. 風のジェラシー
  - サントリー「POP」CMソング
2. My Special Love Scene

## 関連作品
- 杏里 ザ・ベスト